# 양지향교
양지향교(陽智鄕校)는 대한민국 경기도 용인시 처인구 양지면에 있는 조선시대의 향교이다. 1983년 9월 19일 경기도의 문화재자료 제23호로 지정되었다.

## 개요
양지향교는 조선 중종 18년(1523)에 처음 지었으며，이후 여러 차례 수리되었다. 앞쪽에는 교육 공간인 명륜당이 있고, 그 뒤쪽 내삼문 안에 제사 공간인 대성전이 있어 전학후묘(前學後廟)의 배치 형태를 이루고 있다. 조선시대에는 나라에서 토지와 노비·책 등을 지원받아 학생을 가르쳤으나, 지금은 교육 기능은 없어지고 제사 기능만 남아 있다. 명륜당과 대성전만을 갖춘 조선 후기 작은 규모의 향교 형식을 보여주는 건축이다.
대성전은 앞면 3칸·옆면 2칸의 규모로，지붕은 옆면에서 볼 때 사람 인(人)자 모양인 맞배지붕이다．지붕 처마를 받치기 위해 장식하여 만든 공포는 새 부리 모양으로 짜맞춘 익공 양식으로 꾸몄다. 공포의 형태나 가구 수법을 보아 17세기 건물로 보이는데 대성전 안쪽에는 공자를 비롯한 여러 성현의 위패를 모시고 있다.
명륜당은 학생들이 모여 공부하는 강당으로 앞면 3칸, 옆면 2칸이던 것을 1971년에 앞면 5칸·옆면 2칸 규모로 복원하였다. 지붕은 옆면에서 볼 때 여덟 팔(八)자 모양인 팔작지붕으로 지었다.

## 향교
향교는 공자와 여러 성현께 제사를 지내고 지방민의 교육과 교화를 위해 나라에서 세운 교육기관이다.

## 참고 자료
- 양지향교 - 국가유산청 국가유산포털